# Tokos huzal

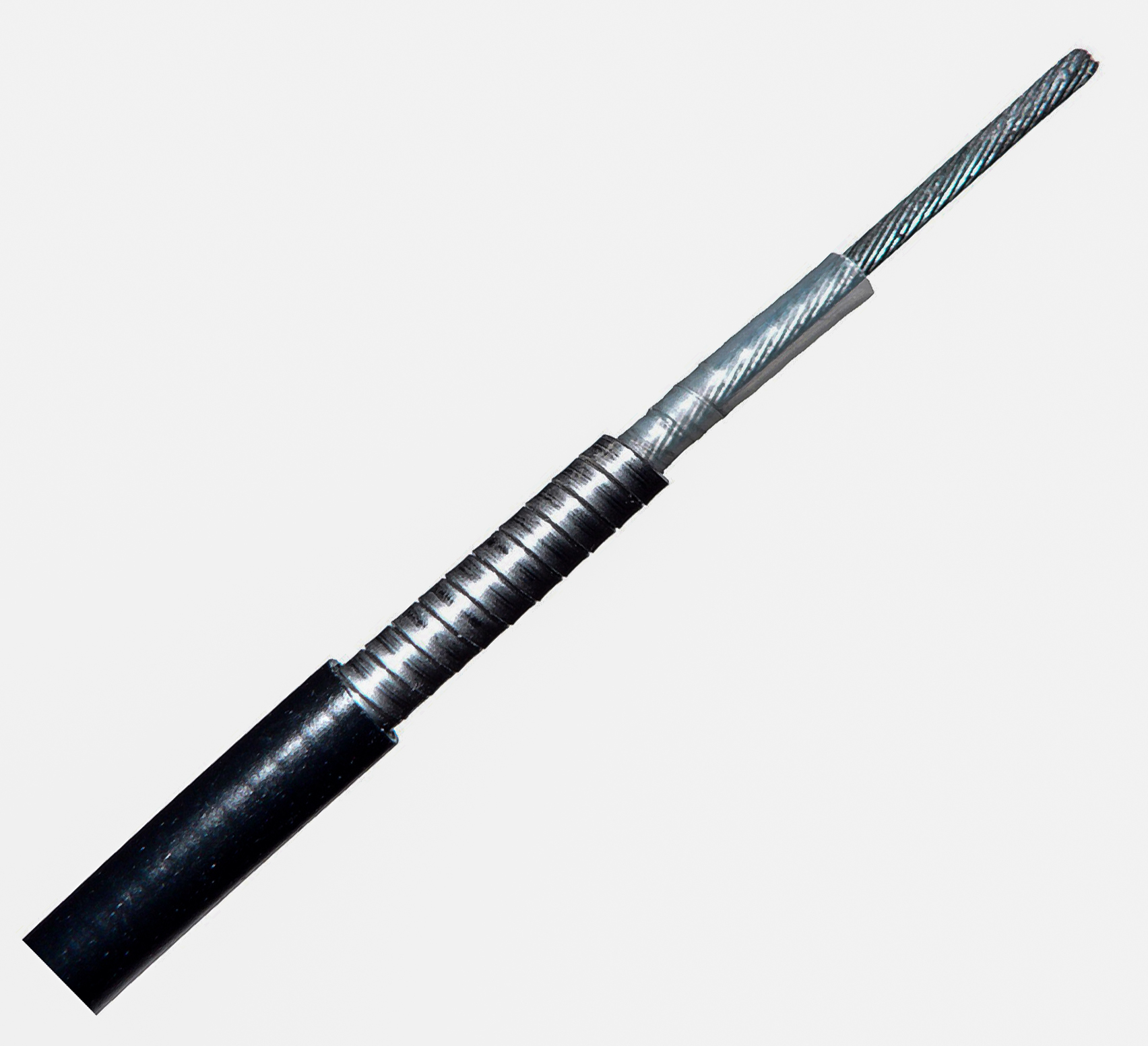
Tokos huzal (bowden) szerkezete. Balról jobbra: 1–3. a tok részei: 1. külső műanyag védőborítás, 2. acélspirál, 3. belső súrlódáscsökkentő műanyag bélés; 4. belső (elmozduló) acélhuzal.

A tokos huzal (köznapi neve bowden az ír feltaláló Ernest Monnington Bowden – ejtsd [ˈboʊdən] – nevéből) egy olyan huzal, amely erő, illetve mechanikus energia átvitelére képes oly módon, hogy egy (többnyire rozsdamentes acél) belső huzal elmozdul egy többrétegű külső tokban. A tok rendszerint egy kívülről és belülről is műanyaggal bevont acélspirál. A belső huzal hosszanti elmozdulását általában húzóerő átvitelére használják (például fék, tengelykapcsoló működtetése), de újabban elterjedtek a húzó- és tolóerő átvitelére is alkalmas tokos huzalok is, például kerékpárok sebességváltójánál.